# Ангел Павлов
Ангел Стоянов Павлов е български политик, бивш кмет на Русе.

## Биография

### Първи мандат
През 1908 г. след кратка предизборна кампания се извършва подмяна на стамболовисткия общински съвет и местата в него се заемат от демократите. Новата кметска управа по същество продължава основните насоки в дейността на предшествениците си. През 1908 – 1909 общинското техническо отделение извършва дворищна регулация на 50 русенски улици, с което се дава възможност за разгръщане на частното строителство и откриването на нови улици. Кметската управа подготвя тръжните книжа и отдава на предприемач работите по водоснабдяването и канализацията на града. Започват сондажи на брега на Дунав и на остров Матей срещу устието на река Русенски Лом за проучване на количеството и качеството на водоносните пластове. През 1908 г. общинската управа се убеждава, че електрифицирането на града е неотложен неин ангажимент. Техническото отделение изработва проект за електроосветителна мрежа на града и подготвя тръжните книжа. Провежда се търг, но неговото утвърждаване се забавя. До края на своя мандат демократите така и не успяват да започнат електрификацията.
Паметникът на Свободата се открива на 11 август 1909 г. Той е дело на флорентинския архитект и скулптор Арнолдо Цоки и заедно с Доходното здание са едни от символите на Русе. През 1910 – 1911 урегулирането на уличната мрежа напредва още повече. Павирани и приведени в много добро състояние са седем централни улици с обща дължина над 3200 м. Приведени са в добро състояние и шосирани са други 8200 м улици. Полагат се и 700 кв. м тротоари. Построява се училище „Братя Миладинови“, положени са първите 2500 линейни метра от градската водопроводна мрежа. Продължава практиката да се преотстъпват терени на предприемачи за индустриална цел, а в централната част на града – място за построяване на здание на Русенската търговско-индустриална камара.
На 17 септември 1911 г. кметската управа е заменена с тричленка в състав: Васил Кръстев – председател и членове Георги Михайлов и Роман Маринович. На 16 октомври същата година той влиза в общината като съветник от листата на Демократическата партия.

### Втори мандат
За втори път Ангел Павлов застава начело на Русенската община в периода от 20 септември 1918 до 9 май 1919 г. Това съвпада с един от най-трудните периоди в българската история – последните дни на Първата световна война и първите месеци на тежката следвоенна криза. На 9 май 1919 г. Павлов сам си подава оставката предвид новата политическа обстановка в страната, а именно създаденото ново коалиционно правителство, начело с народняка Теодор Теодоров.